# Jojo Masashige
Jojo Masashige (上条 政繁 (Thượng Điều Chính Phồn) Jōjō Masashige, 25 tháng 9 năm 1553-1625), còn có tên là Hatakeyama Yoshiharu khi còn ở Noto, là một samurai của Nhật Bản phục vụ cho Uesugi Kenshin và Uesugi Kagekatsu trong hai thời kỳ, thời kỳ Sengoku và thời kỳ Edo. Ông được Uesugi Kenshin nhận làm con nuôi. Cha đẻ của ông là Hatakeyama Yoshimune.
Ông sinh ra ở bán đảo Noto. Do sự hỗn loạn ở quê mình, ông mới chuyển ra Echigo. Năm 1577, ông tham gia vào trận đánh Tedorigawa giữa Oda Nobunaga và Uesugi Kenshin ở Etchu và đã mang lại thắng lợi cho quân mình. Sau đó, ông đã cưới em gái của Kagekatsu. Masashige còn có mặt trong trận đánh ở Sekigahara trong vai trò là một vị tướng của Tokugawa Ieyasu. Ông có hiệu là Aki no Kami.